# Sirio Vernati
Sirio Vernati (ur. 12 maja 1907 w Zurychu, zm. 22 lutego 1993) – szwajcarski piłkarz grający na pozycji pomocnika. W reprezentacji Szwajcarii rozegrał 34 mecze.

## Kariera klubowa
Swoją karierę piłkarską Vernati rozpoczął w klubie FC Zürich. W nim zadebiutował w sezonie 1928/1929. W 1933 roku przeszedł do Grasshoppers Zurych. W sezonach 1936/1937 i 1938/1939 wywalczył z klubem z Zurychu dwa mistrzostwa Szwajcarii. Zdobył z nim też cztery Puchary Szwajcarii w latach 1934, 1937, 1938 i 1940. W latach 1940–1943 występował w FC Luzern. Latem 1943 roku odszedł do SC Young Fellows Juventus, w którym w 1946 roku zakończył karierę.

## Kariera reprezentacyjna
W reprezentacji Szwajcarii Vernati zadebiutował 8 listopada 1936 roku w przegranym 1:3 meczu Pucharu im. Dr. Gerö z Austrią, rozegranym w Zurychu. W 1938 roku został powołany do kadry na mistrzostwa świata we Francji. Na nich rozegrał trzy mecze: w 1/8 finału z Niemcami (1:1 i 4:2) oraz ćwierćfinałowy z Węgrami (0:2). Od 1936 do 1943 roku rozegrał w kadrze narodowej 34 mecze.